# Fidonia plumistaria
Fidonia plumistaria là một loài bướm đêm trong họ Geometridae.